# 自由民
自由民（英語：freedman，或称）是指被从奴役中解放，拥有人身自由、不被别人人身占有的人。奴隶社会中，奴隶获得解放后被称为自由民，他们及其后代通常享有公民权和财产权。历史上，自由民的产生通常源于大范围的废奴主义运动或者由奴隶主自愿放弃拥有权带来的奴隶解放。此概念不同于自行逃跑的逃亡奴隶。

## 其他含义
香港中文大學政治及行政系副教授周保松認為自由人：①身體、意志、思想和行動不受人任意支配，有獨立人格，對生命有感受和追求，各人都是自己主人，不是別人財產或工具；②有理性作出明智判斷和選擇信仰、信念、事業愛情並賦予生命意義，能對選擇負責，非僅由本能支配，能對自我欲望和信念理性評價；③能在道德和政治領域實踐反思認可，可使用道德語言與他人論證和對話，有相應意願去遵從道德要求:24。「人視自身為自由人」在正常社會環境下，各人都能有自由人的能力；「自由人」是人成為「理性的道德能動者」必要條件，我們視培養、發展和保存自由人能力為人的最高利益:25。喪失此種能力就難以活出自己想過之有價值人生。